# Dina Blagojević
Dina Blagojević (serbisch-kyrillisch Дина Благојевић; * 15. März 1997 in Vukovar) ist eine serbische Fußballspielerin. Sie ist seit 2014 A-Nationalspielerin und spielt seit Juli 2024 für die Frauenfußballmannschaft des russischen Erstligisten Spartak Moskau.

## Karriere

### Vereine
Dina Blagojević spielte in der Saison 2016/17 in der serbischen Superliga für Roter Stern Belgrad und wurde serbische Vize-Meisterin. Zur Saison 2017/18 wechselte sie in die Frauen-Bundesliga zum SC Sand. Am 15. Oktober 2017 absolvierte Blagojević ihr erstes Bundesligaspiel. Sie wurde in der 87. Spielminute gegen den FC Bayern München für Jana Vojteková eingewechselt. Ihr erstes Tor in der Bundesliga erzielte sie am 30. September 2018 gegen Borussia Mönchengladbach.
Zur Saison 2021/22 wechselte Blagojević zu Bayer 04 Leverkusen. In ihrer ersten Saison bestritt sie fünf Punktspiele und erzielte ein Tor, wie auch in ihrem ersten Pokalspiel am 18. April 2022, als sie im Halbfinale gegen den 1. FFC Turbine Potsdam mit dem 1:0-Führungstreffer in der 66. Minute per Strafstoß. In der Folgesaison wurde sie in 14 Punkt- und zwei Pokalspielen eingesetzt; danach kehrte sie nach Belgrad zurück.

### Nationalmannschaft
Dina Blagojević bestritt am 14. Juni 2014 ihr erstes Länderspiel im Rahmen Qualifikation für die Weltmeisterschaft 2015 gegen Malta. Ihre bislang einzigen beiden Länderspieltore erzielte sie am 5. Oktober 2019 im Spiel der Qualifikation für die Europameisterschaft 2022 gegen Nordmazedonien.